# Route nationale 427
Pour les articles homonymes, voir Route 427.
La route nationale 427, ou RN 427, est une ancienne route nationale française reliant Thonnance-lès-Joinville à Liffol-le-Grand.
À la suite de la réforme de 1972, la RN 427 a été déclassée en RD 427.

## Ancien tracé
- Thonnance-lès-Joinville (Haute-Marne) où elle se détachait de la RN 60 (km 0)
- Suzannecourt (Haute-Marne) (km 1)
- Poissons (Haute-Marne) (km 5)
- Noncourt-sur-le-Rongeant (Haute-Marne) (km 7)
- Thonnance-les-Moulins (Haute-Marne) (km 11)
- Germay (Haute-Marne) (km 17)
- Trampot (Vosges) (km 26)
- Aillianville (Haute-Marne) (km 30)
- Liffol-le-Grand (Vosges) où elle rejoignait la RN 65 (km 40)

## Allée de frênes de Trampot
La commune de Trampot est traversée par l'ancienne route nationale 427, parcourant 40 km entre Thonnance-les-Joinville et Liffol-le-Grand. Sur les 3,3 km situés sur le territoire Trampotin en dehors du village, la route est bordée par une allée d'arbres qui est désormais unique sur l'ancienne route nationale.
Quelques mois après un accident impliquant un de ces arbres ayant tué trois personnes, la direction départementale de l'équipement a lancé un projet d'abattage de ces arbres, qui a été bloqué par une conseillère municipale. Cet évènement a conduit à la création d'une association de défense des arbres en bord de route, qui est à l'origine de l'article L350-5 du Code de l'environnement, protégeant ces ouvrages en France depuis 2016.
Ces arbres sont aujourd'hui menacés par une infection au chalara fraxinea ayant conduit à quelques abattages à partir de 2019. En anticipation de leur éventuelle disparition, des érables ont été plantés en 2023 le long de la D427 sur la section entre le chemin de la Roncière et la limite communale Trampot-Morionvilliers.
Depuis 2020, des manifestations culturelles en lien avec ces arbres sont organisés chaque année à Trampot. On peut notamment citer la réalisation d'empreintes des arbres par une artiste plasticienne entre 2020 et 2024 afin d'en garder une trace en cas d'abattage, ainsi que la venue d'un photographe américain ayant réalisé une exposition d'arbres d'alignement de la région en 2025.